# Петър Хлебаров
Петър Иванов Хлебаров е български политик, народен представител от ПП АТАКА в XLI народно събрание, която по-късно напуска. Заместник-председател на Националдемократическата партия.

## Биография
Петър Хлебаров е роден на 12 април 1982 година в Пловдив. Баща му Иван Хлебаров е първия демократично избран председател на Общинския съвет в Казанлък. Завършил е средното си образование в Национална Априловска гимназия в паралелка с профил „Литература и журналистика“. Завършил е семестриално СУ „Св. Климент Охридски“, специалност „Право“.